# 郭偉健
郭偉健（英語：Kwok Wai-kin；1959年—），香港區域法院法官、港版國安法指定法官。他在2020年4月在審理一宗傷人案時讚揚持刀斬人的被告有「高尚情操」，其判詞引起社會各界對香港司法的關注。

## 經歷
郭偉健1981年及1982年在香港大學分別取得法學士學位及法學專業證書。1982年在香港獲大律師資格，並於1983年起私人執業。郭偉健1992年獲委任為常任裁判官，1999年起獲委任為主任裁判官，2012年獲委任為區域法院法官。2021年9月，郭偉健被委任為國安法指定法官。

## 爭議

### 2004年審理周永恆藏毒案
郭偉健於2004年審理歌手周永恆藏毒案，他判處周感化十八個月的同時，別開生面開列條件，要周蒐集資料，於稍後親自向法庭解釋毒品的禍害。

### 2004年涉嫌刻意拖延換領智能身份證
郭偉健曾經於2004年10月被揭發，以等候同年7月至9月免費為58－59年出生人士換領智能身份證為由，拖延補領身份證，以逃避支付三百九十五元補領費用。有入境處前線人員對事件深感不滿，批評郭無疑是要納稅人補貼他換證，而律政司及入境處遲遲未採取相應行動，亦有縱容包庇司法人員的嫌疑，又指若因遺失身份證而需補領者，則不可免費換證，必須在十四日內向入境處補領，否則違反《人事登記規則》，最高可判罰款一萬元及入獄一年。

### 2016年審理旺角騷亂事件
於2016年，郭審理旺角騷亂事件期間，將九名被告定罪，即使辯方提及事件乃抗議政府施政失效，牽涉小販政策、中港矛盾、警方濫權、貧富懸殊等議題，他亦一併拒絕考慮，多次刻意打斷辯方律師陳詞，又表明法庭絕不會加入這種政治辯論，更不會評定政治對錯。

### 2020年在連儂牆案讚揚斬人被告有高尚情操
於反對逃犯條例修訂草案運動期間的2019年8月20日，一名50歲男導遊洪震，攜帶兩刀到將軍澳一個張貼有文宣的連儂牆行人隧道內，揮刀斬傷三名人士，其中一名26歲《信報》女記者肺部重創，一度命危，需切除部份肺組織，患上創傷後壓力症候群。2020年4月24日，郭偉健判洪震入獄45個月。法官在宣讀判詞的一個半小時內，未有片言隻字斥責行兇的被告，亦採取和四年前表明法庭不加入政治辯論的態度不同，指事發時一名女傷者自衛推開被告是「火上加油」，又花上三分之一時間狂轟社運活動，批評案發現場爭取民主的和平示威者進行恐怖活動，將被告的行為歸咎於社運，實屬合理，又讚揚被告洪震願意接受懲罰，擁有「高尚情操」，甚至指「這情操在一些接受高等教育的知識分子及專業人士身上都沒有」。
有關言論引來社會各界猛烈批評。民主黨立法會議員林卓廷狠批主審法官判詞「顛倒黑白是非」，形容對判詞感到「極之震驚」，又批評郭將私人政見放在法庭上。西貢區議員柯耀林則稱，法官沒有譴責被告施用暴力，是向被插穿肺部的女記者等傷者「傷口上灑鹽」。藝名專家Dickson的香港演員阮文泰在社交網站發文批評郭把連儂牆等同「不折不扣嘅恐怖活動」，又反問如果「葉繼歡打完劫肯捐返幾萬出嚟」，是否就是「被逼鋌而走險嘅善長人翁」。
身兼執業大律師的公民黨立法會議員楊岳橋亦透過個人社交專頁發文指出郭在作出裁決時，把一些與案件無關、未有證據基礎及未經法庭討論的事情加入作量刑考慮，再配以「滿手鮮血」、「高尚情操」等字眼偏頗的用詞，令到被告獲得認罪後扣減三分之一刑期後再得到額外的減刑，會令人感到郭作為法官在判刑時加入了大量情感和政見，是極為不客觀的表現。但楊亦用郭在處理2016年旺角事件的求情時，卻以法官無權衡量政治訴求及將政治辯論帶上法庭作對比，質疑郭雙重標準及有按被告政治取向以定奪判刑之嫌，更指若法官繼續給人一種不中立和不能伸張正義的感覺，香港社會將會距離法治愈來愈遠。
其後，司法機構宣布將兩宗涉及反修例的案件，交由另一法官處理。前刑事檢控專員江樂士認為，郭偉健判處斬人案被告45個月監禁刑期合理，雖然他在判詞中對被告深表同情，但沒基於此原因減刑，顯然只是希望被告知道量刑時曾經考慮背景，以及其犯案原因。另外，有評論認為，郭的判辭在西方國家廣傳，令外企及國際社會，對香港作為仲裁地缺乏信心，影響北京想將香港變成國際仲裁中心的大計。
5月25日，終審法院首席法官馬道立發表聲明，表示法官於公眾發表不必要政見會損害司法機構的獨立運作及公信力，亦決定郭暫時不應審理涉及類似政治背景的案件。翌年，新任終審法院首席法官張舉能上任後，讓郭重返崗位，郭其後成為國安法指定法官。

### 言語治療師總工會案
郭官在羊村繪本案中大量對有爭議的事實運用「司法認知」，並且在裁決時發表大量政治化言論。同時他在被告發表求情陳詞之時以被告發表政治宣言為由禁止被告發言。

### 光城者案
2023年2月，郭偉健在光城者案中判處了兩名被控《刑事罪行條例》下串謀煽動顛覆的人士監禁五年。郭官承認，被告人不受強制性最低刑期的限制，但他說因為控方本可根據《香港國安法》指控被告顛覆罪，被告承認串謀罪，但可能不會承認顛覆罪，所以他選擇應用國安法下顛覆罪的強制性最低刑期，即五年。有評論認為郭官根據他們沒有被控的罪行來對這些被告進行判刑。

### 立場新聞案
郭偉健自2022年10月起審理立場新聞案，以伍淑娟為主控官的控方提供了在審訊前都從未提供給辯方大量證據，郭拒絕停止審訊，允許控方使用那些材料盤問鍾沛權和林紹桐。郭官在主控完成盤問後，引用了從未被控辯雙方引入為證據的區家麟在《立場新聞》的評論。